# Радлов, Леопольд Фёдорович
Леопольд Фёдорович Радлов или Леопольд Карл Теодор Радлов (нем. Leopold Karl Theodor Radloff; 29 октября (10 ноября) 1818 — 29 октября (10 ноября) 1865, Гота, Германский союз) — российский этнограф и педагог; директор Ларинской гимназии; отец философа и филолога Эрнеста Радлова и морского офицера Отто Радлова.

## Биография
Леопольд Карл Теодор Радлов родился 29 октября 1818 года; происходил из дворян; сын адъюнкт-профессора латинской словесности при Императорском Санкт-Петербургском университете Карла Фридриха (Фёдора) Радлова и его жены Филиппины Марианны Самсон фон Гиммельштерн (1791—1833). Первоначальное образование получил дома, под руководством отца, затем учился в Главном педагогическом институте, где в 1839 году окончил курс со степенью действительного студента.
По окончании обучения был назначен старшим учителем греческого языка в Новгородскую мужскую гимназию.
1 августа 1843 года Леопольд Фёдорович Радлов был перемещён старшим учителем латинского языка во Вторую Санкт-Петербургскую гимназию, где и оставался до 1865 года.
С октября 1846 года по ноябрь 1863 года Л. Ф. Радлов состоял хранителем Этнографического музея Императорской Академии наук и архивариусом Академии (1855—1858 гг.), в 1860 году был командирован Петербургской академией в Копенгаген, Стокгольм и Мекленбург, — «для осмотра музеев, в особенности же для приобретения меной или покупкой разных предметов, принадлежащих к отдаленнейшим эпохам нашего материка, которые могли бы послужить для сравнения по аналогии с теми, какие впоследствии нашлись бы на русской почве».
8 февраля 1864 года Радлов был назначен исправляющим должность директора Ларинской гимназии, а в 1865 году переведён на ту же должность в Шестую Санкт-Петербургскую гимназию.
Скончался за границей, в немецком городе Гота, 29 октября 1865 года, в день своего рождения.

## Научная деятельность
Состоя 17 лет хранителем Этнографического музея Императорской Академии наук, Радлов усердно занимался систематическим распределением хранящихся в нём предметов, для чего подробно изучал описания кругосветных путешествий, совершенных русскими моряками, а также литературу по географии и этнографии северной и восточной России и Сибири. Одновременно он занимался изучением языков северо-восточной Азии и русских владений в Америке. В последние годы жизни Радлов интересовался доисторическими древностями и изучал их по памятникам. Знание английского, шведского и датского языков дало ему возможность познакомиться с богатой литературой о северных древностях. Близко его знавший П. И. Лерх писал, что при составлении своих статей о каменном и бронзовом веках в Европе он пользовался рукописными переводами Радлова статей Ворсо, Стенструпа и Бруцелиуса. Его научные труды были изданы Императорской Академией Наук в 1857—1861 гг. Неизданными остались материалы, собранные Радловым о некоторых языках северо-западной Америки и многолетний труд его о языке колош, изучить который он имел возможность при содействии колоша Тихонтина, прожившего около года в Санкт-Петербурге, именно для того, чтобы Радлов мог ознакомиться с колошским языком. Академик Шифнер передал труд Радлова французскому путешественнику Пинару, печатавшему сочинение об Алеутских островах.
С 1862 году Радлов состоял членом-корреспондентом Императорского Русского археологического Общества и членом-сотрудником Императорского Русского Географического Общества.

## Семья
Супруга — Матильда Фёдоровна Стефан (1822—1907); дети: Отто, Герман, Эрнест, Фёдор.